# Writtle
Writtle è un villaggio e parrocchia civile dell'Inghilterra, appartenente alla città di Chelmsford e alla contea dell'Essex. Vi ha sede il Writtle college della Essex University of Agricolture.